# Frederik Ludvig Liebenberg

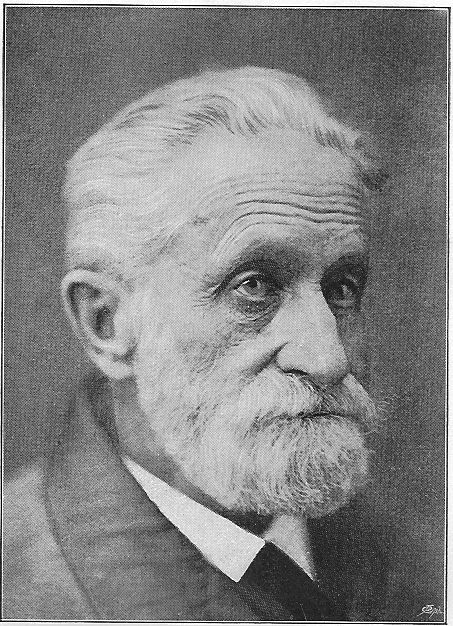
F.L. Liebenberg.

Frederik Ludvig Liebenberg, född den 16 augusti 1810 i Köpenhamn, död den 23 januari 1894 på Frederiksberg, var en dansk litteraturhistoriker, son till den som stor predikant kände kunglige konfessionarien M.F. Liebenberg.
Liebenberg blev student 1828 och ägnade sig tidigt åt studiet av dansk litteratur. I Betænkning over den Holbergske Orthografi (1843) framlade han sina tankar om utgivandet av Holberg och yttrade sig sedermera i en likartad fråga i Textkritiken ved Öhlenschlägers Skrifter (1857). 
Liebenberg utgav Schack Staffeldts "Samlede digte" (1843), med supplementet Samlinger til Schack Staffeldts Levned (2 band, 1846), Holbergs "Komedier" (1848–1854; flera upplagor, som folkupplaga 1876 och jubelupplaga 1884), "Peder Paars" (1856; nya upplagor 1863 och 1879) och "Mindre poetiske Skrifter" (1866) samt flera av hans prosaiska arbeten.
Vidare utgav han Johannes  Ewalds "Skrifter" (1850–1855), Bredahls "Dramatiske Scener" (1853), F.J. Hansens "Poetiske Skrifter" (1857), Öhlenschlägers "Poetiske Skrifter" (32 band, 1858–1862) och Emil Aarestrups "Digte" (1877) samt lade i dagen mycken insikt och kärlek till sin uppgift. Hans Optegnelser om mit Levned utkom 1894.